# سیرل مک‌وورث-پرید
سیرل مک‌وورث-پرید (انگلیسی: Cyril Mackworth-Praed; ۲۱ سپتامبر ۱۸۹۱ – ۳۰ ژوئن ۱۹۷۴) تیرانداز اهل بریتانیا بود.
وی در مسابقات کشوری و بین‌المللی در مجموع برندهٔ ۱ مدال طلا، ۲ مدال نقره شده‌است.